# Blade: Wieczny łowca II
Blade: Wieczny łowca II (ang. Blade II) – amerykański fantastycznonaukowy film akcji, horror na podstawie serii komiksów o superbohaterze o tym samym imieniu wydawnictwa Marvel Comics. Za reżyserię odpowiadał Guillermo del Toro na podstawie scenariusza Davida S. Goyera. W tytułowej roli wystąpił Wesley Snipes, a obok niego w rolach głównych pojawili się: Kris Kristofferson, Ron Perlman, Leonor Varela, Norman Reedus i Luke Goss.
Światowa premiera filmu miała miejsce 21 marca 2002 roku w Los Angeles. W Polsce zadebiutował on 7 czerwca tego samego roku. Film przy budżecie 54 milionów dolarów zarobił ponad 155 milionów. Podobnie jak pierwsza część otrzymał mieszane oceny od krytyków. Jego poprzednia część Blade: Wieczny łowca miała premierę w 1998 roku. Powstała również jego kontynuacja Blade: Mroczna trójca z 2004 roku. W 2019 roku zapowiedziany został reboot z Mahershalą Alim w głównej roli jako część franczyzy Filmowego Uniwersum Marvela.

## Streszczenie fabuły
W 1999 roku, dwa lata po wydarzeniach z pierwszego filmu, Blade szuka w Pradze swojego mentora Abrahama Whistlera, który uważany był za zmarłego po tym, jak został zaatakowany przez Deacona Frosta, ale zamiast tego został zamieniony w wampira. Blade odkrywa, że Whistler jest przetrzymywany w kryjówce wampirów. Po powrocie do swojej kryjówki Blade daje Whistlerowi antywirusowe wampirze serum, aby przywrócić mu ludzką postać.
Pandemia, o której nie wie Blade, znana jako „wirus żniwiarza” rozprzestrzeniła się wśród wampirów. Zainfekowane wampiry zamieniają się w „Żniwiarzy”, mutację wampirów odporną na większość słabości wampirów, która zabija ludzi, a zamienia w Żniwiarzy wampiry, którzy się nimi żywią. Nie mogąc powstrzymać Żniwiarzy, Lord wampirów, Eli Damaskinos, wysyła dwóch emisariuszy, Asada i swoją córkę Nyssę, aby poprosili o pomoc Blade’a. Damaskinos wyjaśnia, że wampir Jared Nomak został zarażony wirusem Żniwiarza i celowo karmi się innymi wampirami, rozprzestrzeniając wirusa. Damaskinos ostrzega Blade’a, że gdy Nomak skończy żerować na wampirach, zacznie żerować na ludziach. Blade niechętnie zgadza się pomóc. Asad następnie wprowadza Blade’a i jego grupę do Bloodpack, grupy wampirów wyszkolonych, aby zabić Blade’a. Poza Asadem i Nyssą, Bloodpack składa się z Reinhardta, Chupy, Snowmana, Verlaine, Lighthammera i Priesta. Aby utrzymać ich w ryzach, Blade umieszcza ładunek wybuchowy z tyłu głowy Reinhardta.
Za radą Blade’a zespół zaczyna od zbadania nocnego klubu House of Pain odwiedzanego przez wampiry. Natrafiają tam na Żniwiarzy i odkrywają, że ich broń jest całkowicie nieskuteczna. Nomak przybywa i zabiera na zakładnika Nyssę. Blade walczy z Nomakiem, kiedy Nomak zyskuje przewagę, promienie słońca odbijają się od miecza Blade’a powodując, że Nomak staje w płomieniach. Blade zabija Priesta po tym, jak został on zainfekowany. Lighthammer zostaje zarażony, Whistler opuszcza swój posterunek, a Scud ledwo uchodzi z życiem po ataku Żniwiarzy. Whistler ujawnia, że podążał za Żniwiarzem pozostającym w tyle i odnalazł go uwięzionego przy wejściu do kanału. Grupa zabiera tego Żniwiarza do kryjówki w celu obserwacji. Po śmierci Żniwiarza z pragnienia, rozcięcie jego zwłok ujawnia, że większość Żniwiarzy ma tendencję do samospalania się w ciągu 12 godzin, jeśli się nie pożywią, a także, że mają oni dodatkową warstwę kości, która chroni przód serca, jednak boki serca nie są chronione. Wiedzą też, że Żniwiarze są nadal wrażliwi na światło słoneczne. Wiedząc o tej słabości Whistler i Scud tworzą projektory UV dla zespołu. Blade uważa, że ich najlepszym rozwiązaniem jest znalezienie kryjówki Żniwiarzy w kanałach o świcie, narażając na niebezpieczeństwo cały Bloodpack.
Podczas poszukiwania kryjówki Żniwiarzy Lighthammer zostaje zainfekowany, zabija Snowmana i ściga Verlaine po drabinie włazu. Po otworzeniu pokrywy włazu przez Verlaine oboje umierają od światła słonecznego. Chupa zwrca się przeciwko Whistlerowi i atakuje go, jednak zostaje zabity przez grupę Żniwiarzy. Asad wpada w zasadzkę, zostaje wciągnięty pod wodę i zabity. Podczas próby ucieczki Whistler zostaje zatrzymany przez Nomaka, który ujawnia mu informacje o Damaskinosie i wręcza mu królewski pierścień pieczęci. Używając specjalnych bomb emitujących promieniowanie UV, Blade zabija wszystkich Żniwiarzy z wyjątkiem Nomaka oraz ratuje Reinhardta i Nyssę, ale zostaje zdradzony przez Damaskinosa i jego ludzi, którzy go ogłuszają.
Damaskinos ujawnia, że stworzył wirusa Żniwiarza, aby stworzyć nową rasę wampirów opartą na Bladzie, i że Nomak był nieudanym eksperymentem. Whistler rzuca mu królewski pierścień pieczęci i żąda prawdy. Damaskinos potwierdza, że Nomak jest w rzeczywistości jego synem. Scud okazuje się być lojalnym wobec Damaskinosa. Blade odpowiada, że zawsze wiedział o jego lojalności. Blade zabija Scuda ładunkiem wybuchowym, który wcześniej umieścił na Reinhardcie. Damaskinos następnie nakazuje swoim naukowcom przeprowadzenie sekcji Blade’a, aby mogli nauczyć się replikować jego umiejętności. Nyssa rozmawia z Damaskinosem o jego kłamstwach. Damaskinos mówi, że dla przetrwania rasy wampirów jest gotów poświęcić wszystko, w tym własną rodzinę. Po ucieczce od swoich porywaczy Whistler zabiera Blade’a do kałuży krwi, gdzie odzyskuje siły, by zabić Reinhardta i jego ludzi.
Nyssa i Damaskinos planują uciec, ale Nyssa blokuje drzwi wyjściowe, uniemożliwiając Damaskinosowi ucieczkę, podczas gdy Nomak ich dogania. Nomak dopada Damaskinosa i zabija go. Nyssa następnie ofiarowuje się Nomakowi do ugryzienia, przez co zostaje ona zainfekowana wirusem. Blade walczy z Nomakiem i dźga go mieczem w bok prosto w serce. Następnie Nomak popełnia samobójstwo, dociskając miecz w zranione serca. Blade spełnia ostatnie życzenie Nyssy, która chciała zobaczyć wschód słońca. Nyssa umiera od promieni słonecznych przed przemianą w Żniwiarza.

## Obsada
- Wesley Snipes jako Eric Brooks / Blade, hybryda wampira i człowieka, który może poruszać się w ciągu dnia i poluje na wampiry[1].
- Kris Kristofferson jako Abraham Whistler, mentor i przyjaciel Blade’a[1].
- Ron Perlman jako Dieter Reinhardt, członek Bloodpack, który żywi szczególną urazę do Blade’a[1].
- Leonor Varela jako Nyssa Damaskinos, naturalnie urodzona wampirzyca, córka Damaskinosa[1].
- Norman Reedus jako Scud, pomocnik Blade’a na czas nieobecności Whistlera[1].
- Thomas Kretschmann jako Eli Damaskinos, starożytny wampir, który ma obsesję na punkcie stworzenia wyższej rasy wampirów jako swojego dziedzictwa[1].
- Luke Goss jako Jared Nomak, pacjent zero i nosiciel wirusa Żniwiarz. Ma urazę do Damaskinosa za przemienienie go[1].

W filmie ponadto wystąpili: Santiago Segura jako Rush, wampir z Pragi i Karel Roden jako Karel Kounen, prawnik Damaskinosa oraz członkowie Bloodpack: Matt Schulze jako Chupa, Danny John-Jules jako Asad, Donnie Yen jako Snowman, Marit Velle Kile jako Verlaine, Daz Crawford jako Lighthammer i Tony Curran jako Priest.

## Produkcja
Na stanowisku reżysera został zatrudniony Guillermo del Toro. Scenariusz ponownie napisał David S. Goyer. Peter Frankfurt, Wesley Snipes i Patrick Palmer zostali producentami. Produkcją zajęły się studia New Line Cinema, Amen Ra Films i Imaginary Forces przy współpracy z Marvel Enterprises.
Zdjęcia do filmu trwały od 12 marca do 2 lipca 2001 roku. Był on kręcony między innymi w Pradze i w Barrandov Studios w Republice Czeskiej. Za zdjęcia odpowiadał Gabriel Beristain, za scenografię Carol Spier, a za kostiumy Wendy Partridge. Montażem zajął się Peter Amundson.

## Muzyka
Muzykę do filmu skomponował Marco Beltrami. Ścieżka dźwiękowa autorstwa Beltramiego została wydana 4 czerwca 2002 roku. Natomiast album Blade II: The Soundtrack został wydany 19 marca 2002 roku.
| Blade II: The Soundtrack – 2002 | Blade II: The Soundtrack – 2002   | Blade II: The Soundtrack – 2002                       | Blade II: The Soundtrack – 2002               | Blade II: The Soundtrack – 2002 |
| Nr                              | Tytuł utworu                      | Autor                                                 | Wykonawca                                     | Długość                         |
| ------------------------------- | --------------------------------- | ----------------------------------------------------- | --------------------------------------------- | ------------------------------- |
| 1.                              | „Blade (Theme from Blade)”        | D. Saber, M. Beltrami                                 | Danny Saber i Marco Beltrami                  | 3:04                            |
| 2.                              | „Cowboy”                          | E. Jeffers, N. Cook, J. Jackson, K. Dean, M. Tiffrere | Fatboy Slim i Eve                             | 5:31                            |
| 3.                              | „I Against I”                     | D. Smith, R. Del Naja, G. Marshall, N. Davidge        | Massive Attack i Mos Def                      | 5:40                            |
| 4.                              | „Right Here, Right Now”           | O. Jackson, P. Oakenfold, S. Osborne, A. Gray         | Paul Oakenfold i Ice Cube                     | 4:10                            |
| 5.                              | „Tao of the Machine”              | T. Trotter, B. Transeau                               | BT i The Roots                                | 3:16                            |
| 6.                              | „Child of the Wild West”          | L. Freese, L. Muggerud, R. Williams                   | Roni Size i Cypress Hill                      | 4:14                            |
| 7.                              | „The One”                         | T. Smith, V. Miller, B. Ashworth, J. O’Bryan          | Dub Pistols, Busta Rhymes i Silkk the Shocker | 3:44                            |
| 8.                              | „We Be Like This”                 | J. Jackson, J. Phillips, D. Saber                     | Danny Saber, Fabolous i Jadakiss              | 5:45                            |
| 9.                              | „Gorillaz on My Mind”             | R. Noble, D. Albarn                                   | Gorillaz i Redman                             | 4:29                            |
| 10.                             | „Gangsta Queens”                  | K. Taylor, R. Fisher, A. Cocup, T. Findlay            | Groove Armada, Trina i Rah Digga              | 3:54                            |
| 11.                             | „PHDream”                         | W. Mathis, S. Kirkland, K. Jordan                     | The Crystal Method i Bubba Sparxxx            | 3:52                            |
| 12.                             | „Raised in the Hood”              | D. Hawkins, R. Williams                               | Roni Size i Volume 10                         | 3:26                            |
| 13.                             | „Gettin’ Aggressive (Mowo! Mix)”  | M. Tyler, R. Hall                                     | Moby i Mystikal                               | 3:38                            |
| 14.                             | „Mind What You Say (Bonus Track)” | L. Brown                                              | Lennox „Buppy” Brown                          | 3:59                            |
|                                 |                                   |                                                       |                                               | 58:42                           |

| Blade II (Original Motion Picture Score) – 2002 | Blade II (Original Motion Picture Score) – 2002 | Blade II (Original Motion Picture Score) – 2002 | Blade II (Original Motion Picture Score) – 2002 |
| Nr                                              | Tytuł utworu                                    | Autor                                           | Długość                                         |
| ----------------------------------------------- | ----------------------------------------------- | ----------------------------------------------- | ----------------------------------------------- |
| 1.                                              | „Nomack the Knife”                              | M. Beltrami                                     | 3:31                                            |
| 2.                                              | „Waiting For the Sun”                           | M. Beltrami                                     | 2:30                                            |
| 3.                                              | „Main Title”                                    | M. Beltrami                                     | 3:03                                            |
| 4.                                              | „Suckheads Infiltrate”                          | M. Beltrami                                     | 2:21                                            |
| 5.                                              | „Nyssa Sucks”                                   | M. Beltrami                                     | 1:52                                            |
| 6.                                              | „B Slice”                                       | M. Beltrami                                     | 1:11                                            |
| 7.                                              | „House of Paincakes”                            | M. Beltrami                                     | 4:55                                            |
| 8.                                              | „Blade Pops a Cold One”                         | M. Beltrami                                     | 0:54                                            |
| 9.                                              | „Family Feud”                                   | M. Beltrami                                     | 2:20                                            |
| 10.                                             | „Charge of the Light Grenade”                   | M. Beltrami                                     | 3:05                                            |
| 11.                                             | „Blade’s Discharge”                             | M. Beltrami                                     | 1:34                                            |
| 12.                                             | „Priest Splits”                                 | M. Beltrami                                     | 1:23                                            |
| 13.                                             | „Nomack Snacks”                                 | M. Beltrami                                     | 1:19                                            |
| 14.                                             | „Back in Black”                                 | M. Beltrami                                     | 0:47                                            |
| 15.                                             | „Nyssa Over Easy”                               | M. Beltrami                                     | 1:32                                            |
| 16.                                             | „Wind and the Willows (Abayo)”                  | M. Beltrami                                     | 1:22                                            |
|                                                 |                                                 |                                                 | 33:39                                           |

## Wydanie
Światowa premiera filmu Blade: Wieczny łowca II miała miejsce 21 marca 2002 roku w Los Angeles. Podczas wydarzenia uczestniczyła obsada i produkcja filmu oraz zaproszeni specjalni goście. Premierze tej towarzyszył czerwony dywan oraz szereg konferencji prasowych. Dla szerszej publiczności w Stanach Zjednoczonych zadebiutował 22 marca. W Polsce film miał premierę 7 czerwca tego samego roku.

## Odbiór

### Box office
Film przy budżecie 54 milionów dolarów zarobił ponad 155 milionów, z czego ponad 82 miliony w Stanach Zjednoczonych i Kanadzie oraz ponad 290 tysięcy w Polsce.

### Krytyka w mediach
Film otrzymał mieszane oceniony krytyków. W serwisie Rotten Tomatoes 57% z 151 recenzji filmu jest pozytywnych (średnia ocen wyniosła 5,94 na 10). Na portalu Metacritic średnia ocen z 28 recenzji wyniosła 52 punktów na 100. Natomiast według serwisu CinemaScore publiczność przyznała mu ocenę B+ w skali od F do A+.

### Nagrody i nominacje
| Rok  | Ceremonia                | Kategoria                              | Nominowani                                            | Rezultat  | Przypis |
| ---- | ------------------------ | -------------------------------------- | ----------------------------------------------------- | --------- | ------- |
| 2002 | Golden Schmoes Awards    | Najgorszy horror roku                  | Blade: Wieczny łowca II                               | Nominacja | [ 14 ]  |
| 2003 | Saturn Awards            | Najlepszy horror                       | Blade: Wieczny łowca II                               | Nominacja | [ 15 ]  |
| 2003 | Saturn Awards            | Najlepsza charakteryzacja              | Michelle Taylor, Gary Matanky, Bob Newton, Mark Boley | Nominacja | [ 15 ]  |
| 2003 | Fangoria Chainsaw Awards | Najlepszy film w szerokiej dystrybucji | Blade: Wieczny łowca II                               | Nominacja | [ 16 ]  |
| 2003 | Fangoria Chainsaw Awards | Najlepszy scnenariusz                  | David S. Goyer                                        | Nominacja | [ 16 ]  |
| 2003 | Fangoria Chainsaw Awards | Najlepszy aktor drugoplanowy           | Thomas Kretschmann                                    | Nominacja | [ 16 ]  |
| 2003 | Fangoria Chainsaw Awards | Najlepsza charakteryzacja              | Steve Johnson, Tippett Studio                         | Wygrana   | [ 16 ]  |

## Kontynuacja
W 2004 roku powstała trzecia część Blade: Mroczna trójca. Swoją rolę w niej powtórzył Wesley Snipes. David S. Goyer powrócił jako scenarzysta i odpowiadał również za reżyserię. Powstała również bezpośrednią kontynuacja filmu Blade: Mroczna trójca, serial Blade: The Series z 2006 roku, w którym Sticky Fingaz zastąpił Snipesa. Był on emitowany przez Spike TV, a przy pracy nad nim zaangażowany był również Goyer.

## Reboot
W 2012 roku prawa do postaci powróciły do Marvel Studios. W lipcu 2019 roku prezes studia Kevin Feige zapowiedział reboot zatytułowany Blade z Mahershalą Alim w głównej roli jako część franczyzy Filmowego Uniwersum Marvela.